# 出世間
出世間，也叫出世間法、出世法，佛教術語，相對於世間而言，是指超出五蘊、生死世間，無煩惱染著的境界，是一種無爲法。與世間法合稱為世出世間（法），泛指一切法。

## 詞義
梵语由词根loka和uttara组成。loka义爲“壞滅、世间”；uttara（उत्तर）义爲“向外、超出、向北”，和希腊语（hústeros）同源。“世间”与“超出”的组合，意味着超出世间、超脱出世间。

## 概述
佛教的出世間法是指苦的止息，達到不生不滅之境界，即涅槃解脫。

## 世間与出世間
世間的法稱為世間法，指世俗生活的方方面面，也就是色法上的維持和生存。佛教要在世間傳播，僧俗二眾要在世間生存，是離不開世間法的。但世間法是有為法，必定是無常的而有壞滅之日，唯有無為法才是不生不滅的，無為法又稱作出世間法或出世間，簡稱出世法。出世法的目的就是淨化人心，以致涅槃解脫。
世間與出世間之別並非截然斷裂的，實際上佛教常說「出世間不離世間」、「煩惱即菩提」，甚至主張應瞭解世間法，以此導向出世間。
真正出世間是無我、不生不滅、非空非不空、非有非無的。但眾生錯誤理解未知之事，而產生了苦，尤其對於自我與世界的不如實了知、認假為真，以致將五蘊所代表的色心自我與四大所組成的宇宙世間，錯認為真實永恆，由此而產生各種貪愛與執著，便無法解脫在三界世間不斷輪迴生死的宿命，甚至進而引發更深重的痛苦情緒與有罪的惡行，因前世所造惡業為緣而下墮出生於更惡劣的生處如三惡道來受身心之苦。這就是讓無明眾生無法解脫生死輪迴的道理。因此正確瞭解世間虛妄無常的本質、產生出離心和菩提心，是佛修最基本及重要課業之一。